# Alchemilla opaca
Alchemilla opaca é uma espécie de rosácea do gênero Alchemilla, pertencente à família Rosaceae. É nativa da área entre a Suíça e a Itália.